# Асікаґа Йосікацу
Асікаґа Йосікацу (яп. 足利 義勝, 19 березня 1434 — 16 серпня 1443) — 7-й сьоґун сьоґунату Муроматі. Правив з 1442 по 1443 рік.

## Життєпис
Син Асікаґи Йосінорі, 6-го сьоґуна сьоґунату Муроматі. У липні 1441 року після загибелі сьоґуна Асікаґа Йосінорі в результаті змови Акамацу Міцусуке і його сина Норіясу, посада голови бакуфу стала вакантною. Наступного, 1442, року 8-річний Асікаґа Йосікацу, як старший із синів Йосінорі, був оголошений новим сьогуном.
16 серпня 1443 року сьоґун загинув внаслідок падіння з коня. Він правив два роки. Після цього новим сьогуном став його молодший брат Асікаґа Йосімаса.